# Urień
Urień – miasto w Rosji, w obwodzie niżnonowogrodzkim. W 2010 roku liczyło 12 304 mieszkańców.